# Eirin Linnea Engeset
Eirin Linnea Engeset (6 dicembre 1995) è un'ex sciatrice alpina norvegese.

## Biografia
Specialista delle prove tecniche attiva dal novembre del 2010, in Coppa Europa la Engeset ha esordito il 30 novembre 2012 a Kvitfjell in slalom gigante, senza completare la prova, e ottenuto il miglior piazzamento il 2 marzo 2018 a Zinal nella medesima specialità (25ª), nella sua ultima gara nel circuito. Si è ritirata durante la stagione 2019-2020 e la sua ultima gara è stata uno slalom speciale universitario disputato il 29 febbraio a Bridger Bowl; non ha debuttato in Coppa del Mondo e non ha preso parte a rassegne olimpiche o iridate.

## Palmarès

### Coppa Europa
- Miglior piazzamento in classifica generale: 148ª nel 2018

### Nor-Am Cup
- Miglior piazzamento in classifica generale: 13ª nel 2019
- 1 podio:
  - 1 terzo posto